# Сотона, Деджи
Айодеджи Сотона (англ. Ayodeji Sotona; родился 7 декабря 2002), более известный как Деджи Сотона (англ. Deji Sotona) — ирландский футболист, нападающий английского клуба «Истли».

## Клубная карьера
Уроженец Уотерфорда, Деджи вырос в Маллингаре и начал играть в футбол за местную команду «Маллингар Атлетик». В возрасте 13 лет стал игроком футбольной академии «Манчестер Юнайтед». В сентябре 2019 года Сотона был признан «самым быстрым» игроком клуба, опередив по скоростным качествам таких игроков основной команды как Диогу Дало, Маркус Рашфорд и Дэниел Джеймс. В сентябре 2020 года покинул «Манчестер Юнайтед» в качестве свободного агента.
После телефонного разговора с Патриком Виейра, который на тот момент был главным тренером «Ниццы», Сотона принял предложение о переходе в этот французский клуб. Виейра обещал Сотоне игровое время в основном составе, но после его увольнения в декабре 2020 года новый главный тренер «Ниццы» Адриан Урсеа отправил молодого ирландца в резервную команду. В январе 2022 года Сотона отправился в шестимесячную аренду в резервную команду английского клуба «Брентфорд».
9 августа 2022 года перешёл в шотландский клуб «Килмарнок» на правах аренды.

## Карьера в сборной
Может выступать за сборные Ирландии, Нигерии и Англии. В 2017 и 2018 году выступал за сборные Ирландии до 15 и до 16 лет.